# Singly na prvním místě v roce 1981 (USA)
Jedničky americké hitparády Hot 100 za rok 1981 podle časopisu Billboard.
| Datum vydání | Skladba                               | Interpret                  |
| 3. leden     | (Just Like) Starting Over             | John Lennon                |
| 10. leden    | (Just Like) Starting Over             | John Lennon                |
| 17. leden    | (Just Like) Starting Over             | John Lennon                |
| 24. leden    | (Just Like) Starting Over             | John Lennon                |
| 31. leden    | The Tide Is High                      | Blondie                    |
| 7. únor      | Celebration                           | Kool & the Gang            |
| 14. únor     | Celebration                           | Kool & the Gang            |
| 21. únor     | 9 to 5                                | Dolly Parton               |
| 28. únor     | I Love a Rainy Night                  | Eddie Rabbitt              |
| 7. březen    | I Love a Rainy Night                  | Eddie Rabbitt              |
| 14. březen   | 9 to 5                                | Dolly Parton               |
| 21. březen   | Keep On Loving You                    | REO Speedwagon             |
| 28. březen   | Rapture                               | Blondie                    |
| 4. duben     | Rapture                               | Blondie                    |
| 11. duben    | Kiss on My List                       | Daryl Hall & John Oates    |
| 18. duben    | Kiss on My List                       | Daryl Hall & John Oates    |
| 25. duben    | Kiss on My List                       | Daryl Hall & John Oates    |
| 2. květen    | Morning Train (Nine to Five)          | Sheena Easton              |
| 9. květen    | Morning Train (Nine to Five)          | Sheena Easton              |
| 16. květen   | Bette Davis Eyes                      | Kim Carnes                 |
| 23. květen   | Bette Davis Eyes                      | Kim Carnes                 |
| 30. květen   | Bette Davis Eyes                      | Kim Carnes                 |
| 6. červen    | Bette Davis Eyes                      | Kim Carnes                 |
| 13. červen   | Bette Davis Eyes                      | Kim Carnes                 |
| 20. červen   | Stars on 45                           | Stars on 45                |
| 27. červen   | Bette Davis Eyes                      | Kim Carnes                 |
| 4. červenec  | Bette Davis Eyes                      | Kim Carnes                 |
| 11. červenec | Bette Davis Eyes                      | Kim Carnes                 |
| 18. červenec | Bette Davis Eyes                      | Kim Carnes                 |
| 25. červenec | The One That You Love                 | Air Supply                 |
| 1. srpen     | Jessie's Girl                         | Rick Springfield           |
| 8. srpen     | Jessie's Girl                         | Rick Springfield           |
| 15. srpen    | Endless Love                          | Diana Ross & Lionel Richie |
| 22. srpen    | Endless Love                          | Diana Ross & Lionel Richie |
| 29. srpen    | Endless Love                          | Diana Ross & Lionel Richie |
| 5. září      | Endless Love                          | Diana Ross & Lionel Richie |
| 12. září     | Endless Love                          | Diana Ross & Lionel Richie |
| 19. září     | Endless Love                          | Diana Ross & Lionel Richie |
| 26. září     | Endless Love                          | Diana Ross & Lionel Richie |
| 3. říjen     | Endless Love                          | Diana Ross & Lionel Richie |
| 10. říjen    | Endless Love                          | Diana Ross & Lionel Richie |
| 17. říjen    | Arthur's Theme (Best That You Can Do) | Christopher Cross          |
| 24. říjen    | Arthur's Theme (Best That You Can Do) | Christopher Cross          |
| 31. říjen    | Arthur's Theme (Best That You Can Do) | Christopher Cross          |
| 7. listopad  | Private Eyes                          | Daryl Hall & John Oates    |
| 14. listopad | Private Eyes                          | Daryl Hall & John Oates    |
| 21. listopad | Physical                              | Olivia Newton-Johnová      |
| 28. listopad | Physical                              | Olivia Newton-Johnová      |
| 5. prosinec  | Physical                              | Olivia Newton-Johnová      |
| 12. prosinec | Physical                              | Olivia Newton-Johnová      |
| 19. prosinec | Physical                              | Olivia Newton-Johnová      |
| 26. prosinec | Physical                              | Olivia Newton-Johnová      |